# Соколов, Владислав Владимирович (хоккеист)
Владислав Владимирович Соколов (род. 23 июня 1989) — российский хоккеист, нападающий.

## Биография
Воспитанник челябинского «Трактора», дебютировал за «Трактор-2» в сезоне-2004/05 первой лиги, проведя один матч. Отыграл за команду четыре сезона, не был взят Андреем Назаровым в «Трактор» и в 2009 году перешёл в «Дизель». В следующем сезоне перешёл в другой клуб ВХЛ «Южный Урал», играл в лиге за «Ладу» (2012/13 — 2013/14), «Южный Урал» и «Казцинк-Торпедо» (2014/15), «Саров» (2015/16), «Зауралье» (2016/17).
Выступал в чемпионате Эстонии за «Вялк 494» и в чемпионате Польши за «Торунь».
Бронзовый призёр хоккейного турнира зимней Универсиады 2013 года.
Детский тренер в ХК «Петроград».